# Artchil Ier le Martyr
Pour les articles homonymes, voir Artchil et Artchil Ier.
Artchil Ier le Martyr (en géorgien : არჩილი) dit le Saint est un prince géorgien de  Kakhétie de la dynastie dite des Chosroïdes. Selon la Chronique géorgienne, il règne 50 ans. L'année de sa mort est fixée en 744/748 (date traditionnelle), ou en 786 selon la chronologie rectifiée de Cyrille Toumanoff. Saint catholique et orthodoxe, il est fêté le 21 juin.

## Règne
Artchil, fils cadet du prince Étienne II (685-736), succède à son frère aîné Mihr ou Mirian dans la principauté de Khakétie sur laquelle règne sa famille depuis l’abolition de la monarchie d’Ibérie en 580. La Chronique géorgienne lui assigne un règne de 50 ans.
Le long règne d’Artchil est globalement paisible. Le nouveau prince, après avoir convoqué tous les éristhaws de Géorgie, organise les unions de ses sept nièces, filles du roi Mihr, avec des princes locaux.
Selon la Chronique géorgienne, il crée des fiefs en Kakhétie pour les nobles de sa cour, fait bâtir l’église de Sadzmor, et il accueille les princes bagratides arméniens exilés en Géorgie après la Bataille de Bagrévand.
Les musulmans, qui ne sont pas revenus en Géorgie depuis l’expédition de Mourvan et se contentent de percevoir des tributs des éristhaw locaux, décident un jour d’organiser une expédition de pillage dans le pays. Un émir envoyé par le Khalife « Mousa fils de Madhi » en fait Al-Hâdî Mûsâ ben al-Mahdî, nommé par la Chronique géorgienne « Dchidchoum-Asim », en fait Khuzaima ibn Khazin, après avoir dévasté la Karthlie, décide de ravager la Kakhétie.
Artchil considère que son pays est dans l’impossibilité de résister et se présente devant l’envahisseur pour lui demander la paix, réclamer sa protection, le respect des églises et l'abstention de mesures violentes afin d’obtenir l’abandon de la foi des chrétiens. L’émir, charmé par les belles manières du roi, accepte  de lui donner satisfaction après quelques jours de réflexions, s’il s'engage à apostasier et à devenir musulman. Le roi refuse et l’émir fait alors emprisonner Artchil.
Un mthawar gardanien converti à l’islam, dont les meurtriers de l'oncle paternel ont reçu l'asile d’Artchil, décide alors de se venger du prince. Il se présente devant Dchidchoum et lui révèle qu'Artchil est le descendant du grand roi Vakhtang Ier d'Ibérie, qui était du sang de Mirian, fils de Kasré, et qu’il connaît l’endroit où l’empereur grec Héraclius avait enfoui, en traversant l’Ibérie, une partie des trésors issus du pillage de la Perse sassanide après sa victoire de 627 sur Khosro II. Interrogé par l’émir, Artchil déclare que lesdits trésors ont été transférés sous la protection des Grecs en Abkhazie lorsque « Dieu humilia les musulmans par la défaite de l’émir Mervan ». Furieux, Dchidchoum fait alors décapiter Artchil. Le corps du roi Artchil est enlevé et inhumé dans une église construite par lui. Le roi martyr est ensuite déclaré saint par l’église orthodoxe géorgienne, et sa fête reste fixée au 21 juin (que l'Église de Géorgie célèbre selon le calendrier julien).

## Chronologie
La chronologie du règne d’Artchil Ier le Saint repose sur la détermination de la date de son martyre liée à la chronologie retenue pour les expéditions musulmanes en Géorgie.
Dès le XIXe siècle, Marie-Félicité Brosset relève « l’anachronisme énorme commis par le prince historien Vakhoucht Bagration relativement à la venue en 740 de Mourwan Qrou Ibn Mohamed (fils de la sœur de Mahomet (sic) en Géorgie) » et souligne que sur la base d’un règne de 50 ans pour Artchil, on arrive aisément à l’année 784 où, suivant l’historien arménien Ghévond, « le Khalife Mousa fils de Madhi fit cruellement mettre à mort le prince de Géorgie ». Marie-Félicité Brosset constate également que l’acceptation de cette date implique de bouleverser toute la chronologie géorgienne avant les règnes de Mir et d’Artchil, mise à jour qu’il se refuse a priori d'effectuer.
Cyrille Toumanoff, estimant ces mêmes arguments décisifs et constatant par ailleurs que le patriarche Antoni, dans le troisième discours du Martyrica, plaçait la venue de l’émir Dchidchoum dans la cinquantième année du roi Archil qui régna cinquante ans, et que le règne du Khalife Mousa fils de Madhi n’avait duré qu’un an de 785 à 786, n’hésite pas à rectifier la chronologie sur ces bases.

## Famille et descendance
Selon la Chronique géorgienne, le roi Artchil a épousé la fille du curopalate Gouaram III prince de Calarzène-Djavakhétie et Prince-primat d’Ibérie de 693 à 748, « issue du fils de Vakhtang Ier et de son épouse grecque » dont :
- Ioané ;
- Gourandoukht ;
- Mariam ;
- Chouchan ou Susanne, morte vers 799/800.
- Mirandoukht ;
- Djouanscher ;